# قائمة زملاء الجمعية الملكية المنتخبين في 1798
هذه الصفحة تعرض قائمة زملاء الجمعية الملكية المُنتخبين لعام 1798.

## الزملاء
- Martin van Marum [الإنجليزية]‏
- جون ريني الأكبر
- Benjamin Hobhouse [الإنجليزية]‏
- آدم أفزيليوس
- William Mudge [الإنجليزية]‏
- William Paterson (explorer) [الإنجليزية]‏